# Berwinkel (Sulzbach an der Murr)
Berwinkel ist ein Weiler der Gemeinde Sulzbach an der Murr, Rems-Murr-Kreis, Baden-Württemberg. Er liegt an der Bundesstraße 14 (Haller Staatsstraße) etwa 4 km nördlich von Sulzbach. Die Beschreibung des Oberamts Backnang aus dem Jahre 1871 nennt den Ort mit 100 Einwohnern und einer Schildwirtschaft: „Berwinkel, eine Stunde nordöstlich von Sulzbach auf dem Gebirgsrücken zwischen dem Fischbach und dem Haselbach hoch und frei an der Sulzbach-Mainhardter Landstraße gelegen.“